# Helina circinanicauda
Helina circinanicauda este o specie de muște din genul Helina, familia Muscidae, descrisă de Xue și Xiaolong Cui în anul 2003. Conform Catalogue of Life specia Helina circinanicauda nu are subspecii cunoscute.